# Forum
Forum (lat. forum, mn. fora, dobesedno "mesto na prostem") je bil v Starem Rimu sprva naziv za ograjen prostor pred grobom, kasneje pa je dobil več pomenov. V rimskih municipijih in vseh civitas je bil osrednji večnamenski prostor, obkrožen z javnimi zgradbami in kolonadami, ki je služil predvsem kot javno zbirališče. Bil je nekakšna rimska prikrojitev in združitev grške agore (tržnice) in akropole. Izraz forum je lahko pomenil tudi sodišče ali razsodišče.

## Javni prostor
Rimski forum je bil odprta tržnica sredi mesta, obdana s pokritimi hodniki, trgovinami in obrtnimi delavnicami. Manjša naselja so imela običajno samo en forum, v velikih mestih pa jih je lahko bilo več. Na vsakem se je trgovalo samo z eno vrsto blaga: na forum boarium z živino, na forum olitorium s povrtninami itd.. 
Forum je bil tudi prostran trg, na katerem so se dogajali družabni dogodki, skupščine in sodne razprave, zato je bil v nekem smislu tudi sodišče. Okoli takšnih forumov so bila zgrajena svetišča, bazilike, sejne dvorane in podobno, kjer so imeli svoje sedeže tudi banke in menjalnice. Od tovrstnih forumov je najbolj znan Forum Romanum v Rimu. Na njem so bile trgovine, regia, v kateri je po izročilu stanoval drugi rimski kralj Numij Pompilij in je kasneje postala sedež vrhovnega svečenika, številna svetišča (Faustine in Antonina, Kastorja,  Saturna, Romula, Vespazijana, Veste), slavoloki zmage (Augustov, Severjev, Tiberijev), bazilike (Emilia, Konstantinova), kurija (dvorana za seje senata, ki jo je zgradil Julij Cezar), rostra itd. Večji del zgradb je bil zgrajen v obdobju cesarstva.
Zadnji spomenik – steber je na forumu postavil bizantinski  cesar Fokas leta 608. V srednjem veku je bil del zgradb prenamenjen v cerkve (kurija ob cerkvi Sant'Adriano), del v utrdbe, del zgradb pa je propadel. Prva izkopavanja na rimskem forumu so se začela že leta 1803. 
Poleg Foruma Romanuma so v Rimu svoje forume zgradili tudi Cezar, August, Vespazijan, Nerva in Trajan. Ti forumi so na prostoru med Kapitolom in Kvirinalom. 
Nekaj forumov je bilo odkopanih tudi v provincijskih mestih: Pompejih, Timgadu v Severni Afriki in Celju. Forum v Emoni je bil med sedanjo Igriško in Gregorčičevo ulico in Slovensko in Rimsko cesto in je v celoti pozidan.

## Samoupravna občina
Forum je v rimski terminologili lahko pomenil tudi samoupravno občino, ki se je razvila iz obcestne tržnice. Takšni forumi so se vselej imenovali po graditelju ceste ali ustanovitelju občine. Mednje so spadali na primer Forum Julii, sedanji Frejus, Forum Julii, sedanji Cividale/Čedad in Form Cornelii, sedanja Imola.

## Razsodišče
Forum je lahko bil tudi izvoljeno ali imenovano telo, ustanova ali skupina ljudi, pooblaščena za ocenjevanje in odločanje v zadevah, za katere je bila pooblaščena. 

## Sodišče
Forum z dodatnim imenom je pomenil sodišče, ki je bilo pristojno za določena pravna področja:
- forum solutionis ali forum adimpleti contractus je bilo sodišče, pristojno glede na kraj izpolnjevanja obvez,
- forum attractionis sodišče, katerega pristojnost v nekem sporu se je razširila tudi na drug, s prvim povezan spor,
- forum delegatum sodišče, ki ga je višje sodišče določilo, da vodi postopek, katerega pristojno sodišče zaradi pravnih ali dejanskih razlogov ni moglo izvesti,
- forum delicti commissi sodišče, pristojno glede na mesto, kjer je bilo storjeno protipravno dejanje,
- forum domicilii domicilno sodišče; za zasebne pravde je bilo v večini primerov pristojno sodišče v mestu stalnega bivališča toženega, v kazenskem postopku pa je bilo domicilno sodišče pristojno samo v primeru, ko se ni moglo ugotoviti mesta izvršitve kaznivega dejanja,
- forum rei sitae pa sodišče, pristojno za pravno področje, na katerem se je zgodila sporna zadeva.

## Vir
- Forum, Opća enciklopedija JLZ, Zagreb 1977, 3, Foc-Iw, str. 11-12.